# تجهیزات آمایش نمونه
تجهیزات آمایش نمونه به تجهیزات مورد استفاده برای تهیه نمونه‌های فیزیکی برای ریزبینی بَعدی یا رشته‌های مرتبط - از جمله تحلیل خرابی و کنترل کیفیت اشاره دارد. این تجهیزات شامل انواع ماشین آلات زیر است:
- اره‌های برش-عرضی ظریف‌کاری
- ماشین آلات لیسه‌کشی (به انگلیسی: lapping) و پرداخت ظریف‌کاری
- سیستم‌های آمایش سطح انتخاب‌شده
- ماشین آلات وااندودسازی (با استفاده از روش‌های مکانیکی، شیمیایی/ اسید «جت زدایش»، لیزر و پلاسما)
- سیستم‌های باریکه یونی متمرکز (FIB)
- سیستم‌های پوشش ضد-بازتاب
- تجهیزات پخ‌زنی
- تجهیزات پوشش اکندوپاش (به انگلیسی: Sputter)
- سیستم‌های تبخیر کربن و فلز

هر یک از این انواع سیستم شامل بسیاری از لوازم جانبی و اقلام مصرفی است که با سیستم ویژه ای برای یک کاربرد خاص مناسب است.